# 縣道128號
縣道128號（通霄－公館），西起苗栗縣通霄鎮通霄市區，東至苗栗縣公館鄉尖山與竹圍，全長共計21.050公里。

## 行經行政區域
全線均位於苗栗縣境內。
| 通霄鎮 | 通霄市區   | 0.000         | 市道121號              | 公路起點 起點               |
| 通霄鎮 | 番社       | －            | （地區道路）           |                             |
| 通霄鎮 | －         |               |                        |                             |
| 通霄鎮 | 水尾張     | 1.900         | 台1線                  |                             |
| 通霄鎮 | 水尾張     | －            | 苗31線                 | 苗31線終點                  |
| 通霄鎮 | 通霄交流道 | 3.350         | 國道三號               |                             |
| 通霄鎮 | 內湖       | －            | 苗36線                 | 苗36線起點                  |
| 通霄鎮 | 烏眉坑     | －            | 苗35線                 | 苗35線終點                  |
| 通霄鎮 | 烏眉坑     | －            |                        |                             |
| 通霄鎮 | 烏眉坑     | －            | 苗34線                 | 苗34線起點                  |
| 通霄鎮 | －         |               |                        |                             |
| 通霄鎮 | 大崁       | －            | 苗36線                 | 苗36線終點                  |
| 通霄鎮 | －         |               |                        |                             |
| 通霄鎮 | 牛埔       | －            | （地區道路）           |                             |
| 通霄鎮 | 牛埔       | －            |                        |                             |
| 通霄鎮 | 牛埔       | －            | （地區道路）           |                             |
| 西湖鄉 | 上高埔     | －            | 苗33線                 | 與苗33線共線起點            |
| 西湖鄉 | 上高埔     | －            | 苗33線                 | 與苗33線共線終點            |
| －     |            |               |                        |                             |
| 銅鑼鄉 | 竹森       | －            | 苗38-1線               | 苗38-1線終點                |
| 銅鑼鄉 | －         |               |                        |                             |
| 銅鑼鄉 | 小銅鑼灣   | －            | 台13線                 |                             |
| 銅鑼鄉 | 銅鑼市區   | 14.549        | 縣道119號              | 與縣道119號共線起點         |
| 銅鑼鄉 | 銅鑼市區   | － 跨越臺中線 |                        |                             |
| 銅鑼鄉 | 銅鑼市區   | －            | 縣道119號              | 與縣道119號共線終點         |
| 銅鑼鄉 | －         |               |                        |                             |
| 銅鑼鄉 | 中心埔     | －            | （無）                 |                             |
| 銅鑼鄉 | 七十分     | －            | （無）                 |                             |
| 銅鑼鄉 | －         |               |                        |                             |
| 銅鑼鄉 | 中心埔     | －            | （地區道路）           |                             |
| 銅鑼鄉 | 七十分     | －            | （地區道路）           |                             |
| 銅鑼鄉 | 銅鑼交流道 | 16.760        | 台72線                 |                             |
| 銅鑼鄉 | 七十分     | －            | 苗24線                 | 苗24線起點                  |
| 銅鑼鄉 | 中心埔     | －            | 苗24線                 | （同上）                    |
| 銅鑼鄉 | 中心埔     | －            | 苗27線                 |                             |
| 銅鑼鄉 | 中心埔     | －            |                        |                             |
| 銅鑼鄉 | 中心埔     | －            | （地區道路）           |                             |
| 公館鄉 | 中小義     | －            | 苗24-1線               |                             |
| 公館鄉 | 中小義     | －            |                        |                             |
| 公館鄉 | 中小義     | －            | 苗25線                 |                             |
| 公館鄉 | －         |               |                        |                             |
| 公館鄉 | 麻薺寮     | 20.000        | 台6線                  |                             |
| 公館鄉 | 樹伯公     | －            | （地區道路）           |                             |
| 公館鄉 | －         |               |                        |                             |
| 公館鄉 | 尖山       | －            | 苗23-1線               | 與苗23-1線共線起點          |
| 公館鄉 | 竹圍       | －            | 苗23-1線               | 與苗23-1線共線起點          |
| 公館鄉 | 尖山       | 21.050        | 縣道119甲線 · 苗23-1線 | 公路終點 與苗23-1線共線終點 |
| 公館鄉 | 竹圍       | 21.050        | 縣道119甲線 · 苗23-1線 | 公路終點 與苗23-1線共線終點 |
| 共線   |            |               |                        |                             |

## 沿線路名
- 中正路（通霄鎮）
- 烏眉路
- 中正路（銅鑼鄉）
- 平陽路

## 沿線設施與景點
- 通霄車站（海岸線）
- 苗栗縣通霄鎮通霄國民小學
- 通霄交流道（ 國道三號）
- 苗栗縣立烏眉國民中學
- 苗栗縣通霄鎮烏眉國民小學
- 銅鑼公園
- 中興工業區
- 銅鑼交流道（ 台72線）